# 음력 8월 18일
음력 8월 18일은 음력 8월의 18번째 날이다.

## 사건
- 2006년 - 조선민주주의인민공화국 핵문제: 북한이 오전 10시 35분경 함경북도 화포리에서 핵실험을 실시하다.

## 문화
- 1974년 - 한국민속촌 개장.
- 2006년 - tvN 개국.
- 2014년 - 대한민국 최초 독립 야구단인 고양 원더스가 해체되었다.

## 탄생
- 1963년 - 대한민국의 가수 이자연.
- 1973년 - 대한민국의 성우 김선혜.
- 1976년 - 대한민국의 야구인 이승엽.

## 사망
- 1598년 일본 센코쿠 시대의 태합 도요토미 히데요시
- 1674년 - 조선 제18대 국왕 현종.

## 같이 보기
- 음력 360일: 1월 2월 3월 4월 5월 6월 7월 8월 9월 10월 11월 12월
- 전날:8월 17일 다음날:8월 19일 - 전달:7월 18일 다음달:9월 18일
- 양력:8월 18일
- 음력, 윤달